# Topolyán
Topolyán (szlovákul: Topoľany) Nagymihály város része, egykor önálló község Szlovákiában, a Kassai kerület Nagymihályi járásában.

## Fekvése
Nagymihály központjától 2 km-re északnyugatra, a Laborc jobb partján fekszik.

## Története
1248-ban említik először, a nagymihályi váruradalom része volt.
A 18. század végén Vályi András így ír róla: „TOPOLYÁN. Tót falu Zemplén Várm. földes Ura Gr. Sztáray Uraság, lakosai katolikusok, és ó hitüek, fekszik Petróczhoz 1/4 órányira; határja 3 nyomásbéli, terem búzát, gabonát, és tengerit, erdeje, szőleje nints, legelővel bővelkedik.”
Fényes Elek 1851-ben kiadott geográfiai szótárában így ír a faluról: „Topolyán, orosz falu, Zemplén vgyében, N.-Mihály fil., 58 rom., 390 g. kath., 12 zsidó lak. Gör. anyaszentegyház. 330 h. szántóföld. F. u. gr. Sztáray.”
Borovszky Samu monográfiasorozatának Zemplén vármegyét tárgyaló része szerint: „Topolyán, Ung vármegye határán fekvő tüt kisközség 146 házzal és 640 gör. kath. vallású lakossal. Postája, távírója és vasúti állomása Nagymihály. Tapoly néven már 1248-ban említve van a budai káptalan egyik oklevelében. 1335-ben Toplya alakban szerepel, abban a határjáró levélben, melyet az egri káptalan a Sztáray-ősök javára kiadott. A XV. században már „Ó” és „Új” jelzőkkel két községként van említve. 1419-ben a Nagymihályi és Tibai családok a földesurai. 1506-ban, mint praedium, Sempsei Ferenczet uralja. Az 1598-iki összeírás Vinnay Pált és Kristófot, Paczoth Ferenczet, Eödönffy Kristófot, a nagymihályi plébániát, Nagymihályi Ferenczet és Nagymihályi Gábor, György és János özvegyeit sorolja fel birtokosaiul. Azután a gróf Sztárayak, a Nagymihályi család utódai lettek az urai, de a gróf Waldstein családnak is volt itt később része Most nincs nagyobb birtokosa. Gör. kath. templomának építési ideje ismeretlen.”
1920-ig Zemplén vármegye Nagymihályi járásához tartozott.

## Népessége
1880-ban 524 szlovák és 3 magyar anyanyelvű lakosa volt.
1890-ben 652 szlovák és 22 magyar anyanyelvű élt itt.
1900-ban 612 szlovák és 13 magyar anyanyelvű lakosa volt.
1910-ben 569 szlovák és 33 magyar anyanyelvű lakta.
1921-ben 390 csehszlovák és 5 magyar élt itt.
1930-ban 575 csehszlovák és 1 magyar lakosa volt.

## Nevezetességei
A falu görögkatolikus fatemplomáról híres. A templom elődje 1718-ban épült. A Mihály arkangyal tiszteletére szentelt mai templomot 1939-ben szentelték fel.

## Külső hivatkozások
- Topolyán Szlovákia térképén